# Bauherrengemeinschaft

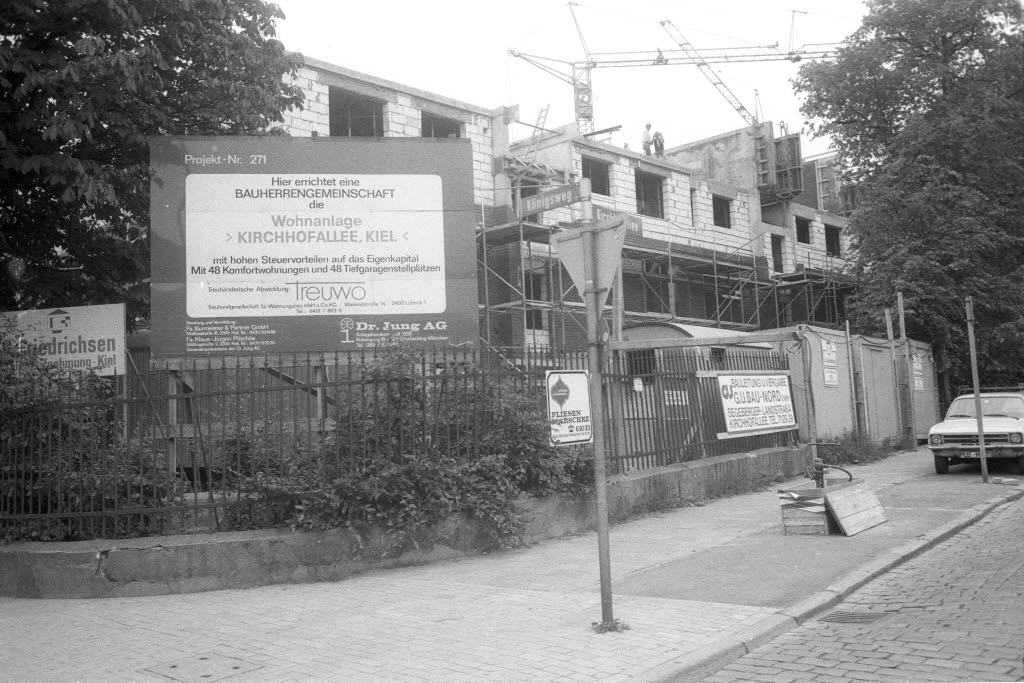
Ein Neubauprojekt in Kiel wird beworben „mit hohen Steuervorteilen auf das Eigenkapital“ (1983)

Eine Bauherrengemeinschaft (auch Baugruppe oder Baugemeinschaft) ist der Zusammenschluss mehrerer privater Bauherren, die gemeinsam – zur Eigennutzung oder Vermietung – Wohnungen, einzelne Mehrfamilienwohnhäuser, Gewerbe- oder Gemeinschaftsräume planen, bauen oder umbauen.
Die Nutzer können so, im Gegensatz zum Immobilienkauf von einem Bauträger, bereits in der Planungsphase eigene Wünsche mit einbringen, welche am Wohnungsmarkt nicht erfüllbar sind.
Dennoch werden, im Gegensatz zum individuell erstellten Einfamilienwohnhaus, die Vorteile eines Mehrfamilienwohnhauses oder einer Reihenhausanlage (diese im Gemeinschaftseigentum nach WEG) genutzt.
Auch ist es möglich, Einfluss auf die Zusammensetzung der späteren Hausgemeinschaft zu nehmen.
Die Baugemeinschaft kann einen Projektsteuerer mit der Moderation und Koordination der Baugruppe beauftragen, der seinerseits über die nötige Erfahrung und Organisationsstruktur verfügt. Der „Projektsteuerer“ nimmt die Bauherrenaufgaben bis zum schlüsselfertigen Objekt wahr; dies schließt die Moderation der Bauwilligen im Planungsprozess ein, die Koordination des Baugenehmigungsverfahrens, den Einsatz von Architekt und Projektbeteiligten für das Gesamtprojekt mit Ausnahme der Beauftragung durchführender Firmen, der Aufstellung und Überwachung von Organisations-, Termin- und Zahlungsplänen, die Fortschreibung der Planungsziele und Eliminierung von Zielkonflikten, die Koordinierung und Kontrolle der ausführenden Firmen, sowie die Durchführung der ordnungsgemäßen schlüsselfertigen Übergabe.
Wissen, Konzepte und Erfahrungen zum gemeinschaftlichen Planen, Bauen und Wohnen bündelt der Bundesverband Baugemeinschaften e.V. als Fach- und Interessensverband. Er vernetzt Kommunen sowie Projektsteuerer und Architekten. Eine Übersichtskarte der Verbandsmitglieder in den Bundesländern stellt der Verband auf seiner webseite zur Verfügung.
Baugemeinschaften können sich zusammenfinden durch eigene Initiative von Interessierten, aufgrund eines kommunalen Flächenangebotes mit dem Erwerbsvorbehalt für Baugemeinschaften oder dem Grundstücksangebot eines Projektsteuerers für eine Baugruppe, dessen Angebote an Selbstnutzer, aber auch Kapitalanleger adressiert sein können. Auch private oder gewerbliche Grundstückseigentümer, die den Gebäudealtbestand revitalisieren wollen, eröffnet das baugemeinschaftliche Prinzip die Möglichkeit zur Investition, die ihnen aus eigener Finanzkraft nicht möglich wäre. Bei einer „Liegenschaft im Betriebsvermögen“ ist zudem eine steuerneutrale Reinvestition aus anteiligen Verkauf an die Bauherrengemeinschaft unter bestimmten Voraussetzungen möglich. Auch Personen und Gruppen, die in einer Hausgemeinschaft mit weitgreifenden gemeinschaftlichen Strukturen wie einem Mehr-Generationen-Haus bestimmten weltanschaulichen oder ökologischen Ausrichtungen leben möchten, können mit einer Bauherrengemeinschaft eine engagierte Hausgemeinschaft gründen.
Zur Gründung wird zunächst eine Interessens- und/oder Planungsgemeinschaft gebildet.
Die Bauherrengemeinschaft besteht erst ab dem Erwerb des Grundstücks und nur, bis die Baumaßnahme abgeschlossen und abgerechnet ist.
Der Betrieb des Gebäudes erfolgt als Wohnungseigentümergemeinschaft oder als Genossenschaft.
Von einer Baugemeinschaft kann gesprochen werden, wenn folgende Eigenschaften erfüllt sind:
- Die Entscheidungshoheit bei der Planung, beim Bauen und allen Verträgen liegt bei der Gemeinschaft. Man spricht deshalb auch vom partizipativen (demokratischen) Planen und Bauen.
- Die Gemeinschaft ist üblicherweise als Gesellschaft des bürgerlichen Rechts (GbR) gegründet.
- Die Gemeinschaft trägt alle Bauherrenrisiken: Kosten, Termine und Qualitäten.
- Alle Dienstleistungs-, Planungs- und Bauverträge werden nur mit der gesamten Baugemeinschaft geschlossen.
- Jedes Mitglied kauft im Rahmen der Gemeinschaft seinen Grundstücksanteil ohne Gebäude oder mit einem zu sanierenden Altbau.
- Das gesamte Bauwerk wird im Auftrag der Baugemeinschaft ausgeschrieben und vergeben.
- Alle Verträge, Pläne, Kosten und Protokolle sind den Mitgliedern frei zugänglich.

## Rechtsformen
Der rechtliche Zusammenschluss aller an einem solchen Projekt beteiligter kann in vier Phasen eingeteilt werden
Interessensgemeinschaft
führt Bauwillige zusammen. Dabei entsteht noch keinerlei Rechtsform sowie rechtliche oder finanzielle Bindung an das Projekt.
Planungsgemeinschaft
die Gruppe beauftragt einen Architekten oder Planer mit der Bau- und Projektplanung und der zukünftigen Zuteilung der Wohneinheiten. Hier entstehen konkrete, vor allem finanzielle Verpflichtungen, so dass die meisten Planungsgemeinschaften als Gesellschaft bürgerlichen Rechts (GbR) organisiert sind. Allerdings sind in dieser Planungsphase Aus- und Eintritte leicht möglich. Die Mitglieder müssen sich auch über ihre finanzielle Leistungsfähigkeit gegenseitig aufklären.
Bauherrengemeinschaft
ab dem Kauf des Grundstücks und dem Baubeginn beginnt das konkrete Bauprojekt. Die Bauherrengemeinschaft geht damit hohe finanzielle Verpflichtungen ein und muss auch Entscheidungen im Baubetrieb treffen können. Ein Gesellschaftsvertrag verpflichtet die meist als Gesellschaft bürgerlichen Rechts (GbR) organisierte Bauherrengemeinschaft zur kompletten finanziellen Durchführung des Bauvorhabens. Ein Verlassen der Gruppe ist nun mit hohem Aufwand verbunden.
Betrieb
Der Betrieb des Gebäudes erfolgt als Wohnungseigentümergemeinschaft nach dem Wohnungseigentumsgesetz (WEG) oder als Genossenschaft.
Mischformen zwischen Genossenschaften und Eigentümergemeinschaften sind insbesondere in Hamburg anzutreffen.

## Vorteile
Bei einem Baugemeinschaftsprojekt haben die späteren Nutzer viele Gestaltungsmöglichkeiten bei der eigenen Einheit und der gemeinschaftlichen Räume.
Während des Planungsprozesses und der Bauphase kann bereits eine gute Nachbarschaft entstehen. Die Kosten liegen in einer Baugemeinschaft durch den Wegfall von Provisionen und Gewinnen gegenüber einem Bauträger deutlich geringer.
In der Regel werden die fällige Grunderwerbsteuer und Notargebühren nur auf den Kaufpreis des Grundstücks sowie bei Altbauprojekten auf den Kauf des Altbaus, nicht jedoch auf die Sanierungskosten berechnet.
Die Kostenersparnis im Vergleich zum Bauträgerprojekt beträgt etwa 15 %.
Für Gemeinden sind Baugemeinschaften attraktive Partner für eine nachhaltige Stadtentwicklung, da Bauende in Bauprojekten sich häufig schnell mit ihrer Umgebung identifizieren und ihren Lebensraum aktiv mitgestalten.

## Nachteile
Anders als beim Kauf einer Wohnung vom Bauträger zum Festpreis tragen die in Baugemeinschaften zusammengeschlossenen Bauherren das volle Bauherrenrisiko, d. h. auch das Risiko von Kostenerhöhungen und Zeitverzug.
Deshalb ist eine Unterstützung durch professionelle Projektsteuerung anzuraten – sie begleitet das Bauvorhaben, moderiert die Baugemeinschaft, führt Entscheidungen herbei und achtet auf Termin- sowie Kostenpläne.
Die Mitgliedschaft in der Baugemeinschaft erfordert durch planungs- und baubegleitende Bauherrenentscheidungen einen höheren Zeitaufwand, welcher ebenfalls durch die Einschaltung eines Projektsteuerers minimiert werden kann.

## Stadtentwicklung mit Baugemeinschaften
Als Mitte der 1990er Jahre in den beiden Universitätsstädten Tübingen und Freiburg im Breisgau die Umnutzung der ehemaligen Kasernen des französischen Militärs anstand, wurden die Grundstücke zum großen Teil an Baugemeinschaften vergeben.
Durch die preisgünstigen Angebote der Baugemeinschaften konnten die angespannten Wohnungsmärkte der beiden Städte deutlich entlastet werden.
Die Entwicklung der Brachflächen mit Baugemeinschaften eröffnete jedoch auch neue Spielräume für eine andere, nachhaltige Art der Stadtentwicklung.
Wer das Französische Viertel in Tübingen oder das Vauban in Freiburg besucht, sieht Projekte, die ihre Qualität aus dem Engagement ihrer Bewohner schöpfen.
Längst sind die Baugemeinschaften vom Experiment zum Regelfall geworden; in vielen anderen Städten laufen inzwischen ähnliche Entwicklungen, z. B. in Karlsruhe, Hamburg, Leipzig oder auch Berlin. In Berlin haben sich Baugemeinschaften mit mehreren hundert Neubauwohnungen pro Jahr als fester Bestandteil des Wohnungsmarkts etabliert.